# Обтер, Франсуа Бушар д’Эспарбес де Люссан
Франсуа Бушар д'Эспарбес де Люссан (фр. François Bouchard d'Esparbès de Lussan; ок. 1608 — 28 февраля 1683), граф д'Обтер — французский государственный и военный деятель.

## Биография
Второй сын Франсуа д'Эспарбес де Люссана, маркиза д'Обтер, маршала Франции, и Ипполиты Бушар, маркизы д'Обтер.
Патентом от 20 марта 1635 сформировал пехотный полк своего имени. Служил в Германии под командованием маршала Ла-Форса. Взят в плен войсками генерала Галласа. Выпущен на свободу 14 апреля 1639 за выкуп в 15 тыс. экю. В том же году под командованием маркиза де Фёкьера служил при осаде Тионвиля и в бою под стенами этой крепости; участвовал в осаде Арраса (1640) и Эра (1641).
В 1642 году под командованием маршала Грамона участвовал в битве при Оннекуре, где французы были разбиты.
В 1643 году служил на пикардийской границе. В 1644 году под командованием герцога Энгиенского сражался в битве при Фрайбурге, осадах и взятиях Шпайера, Филипсбурга, Вормса, Оппенхайма и Майнца.
В 1645 году сражался в битве при Нёрдлингене. В том же году участвовал в осадах и взятии Нёрдлингена, Дункеншпиля и Хайльбронна.
В 1646 году участвовал в осадах Куртре, Берга, Мардика и Дюнкерка.
В 1647 году отправился в Гиень к своему брату, командовавшему в Аженуа. 1 февраля 1650, после смерти брата получил должности сенешаля и губернатора Аженуа и Кондомуа. 26 июня произведен в лагерные маршалы, в 1650—1651 годах служил в Гиени. Патентом от 4 октября собрал кавалерийский полк.
10 июля 1652 произведен в генерал-лейтенанты армий короля. Продолжал службу в Гиени под началом графа д'Аркура и командование в Аженуа. Отказался от губернаторства в пользу своего брата в 1657 году и покинул службу.
Судился с вдовой своего старшего брата Мари-Клер де Пардайян, Парижский парламент вынес постановление по этому делу 12 августа 1656.

## Семья
Жена (15.02.1649): Мари де Помпадур, дочь виконта Леонара-Филибера де Помпадура и Мари Фабри
Дети:
- Пьер Бушар д'Эспарбес де Люссан, граф д'Обтер (15.07.1657—17.01.1748), генерал-лейтенант. Жена (1678): Жюли-Мишель де Сент-Мор (ум. 1726), дочь Алексиса де Сент-Мора, графа де Жонзака, и Сюзанны де Кателан

- Мари Бушар д'Эспарбес де Люссан, аббатиса в Леме в 1705

- Мари Бушар д'Эспарбес де Люссан. Муж: N де Жюмийяк, наместник короля в Перигё